# Bushong (C.90) jezici
Bushong (C.90) jezici, nigersko-kongoanska jezična podskupina od (5) sjeverozapadnih bantu jezika u zoni C. Govore se na području iz DR Konga,.
Predstavnici su: bushoong ili bamongo [buf], 155.000 (2000); dengese ili ileo [dez], 8.600 (2000); lele ili bashilele [lel], 26.000 (Welmers 1971); songomeno [soe], 50.000 (1972 Barrett); wongo ili bakong [won], 12.700 (2000).

## Vanjske poveznice
- Ethnologue (14th)
- Ethnologue (15th)